# Brigada Neagră
Brigada Neagră este un film românesc din 2013 regizat de Andrei-Nicolae Teodorescu. Rolurile principale au fost interpretate de actorii Cristian Priboi, Toma Cuzin, Ionuț Oprea.

## Prezentare
Filmul urmărește poveștile convergente ale lui Elvis, Jan și Rață, trei tineri dintr-un sat uitat de lume din județul Neamț, care, privind la televizorul birtului din sat visează la o viață mai bună. 
Viețile lor își urmează progresul firesc până când printr-o serie de evenimente disparate îi fac să pună în aplicare un plan care le-ar putea face toate visele o realitate.

## Distribuție
Distribuția filmului este alcătuită din:
- Dan Condurache — Poștașul
- Cristian Priboi — Elvis
- Ionuț Oprea — Rață
- Cuzin Toma — Jan
- Alexandru Stanciu
- Rada Marin
- Cristina Glodeanu — Fata cu cireșe
- Constantin Ene — Șoferul